# 鳥取春陽
鳥取 春陽（とっとり しゅんよう、1900年12月16日 - 1932年1月16日）は大正時代の街頭演歌師。街頭演歌師の立場から洋楽の手法をもって民衆歌謡を創作した。

## 経歴
岩手県新里村（現在の宮古市）出身。本名：鳥取 貫一（とっとり かんいち）。
「籠の鳥」を作曲し、演歌師・作曲家として一世を風靡した。また、ヒコーキ印の帝国蓄音器商会で吹込んだ「船頭小唄」は鳥取春陽の街頭演歌師としての声価を高めた。
1923年、関東大震災後、活動拠点を大阪に移し、歌手兼作曲家として活躍。大正後期、鳥取春陽は絶頂期を迎えた。「すたれもの」「赤いばら」などが街頭やカフェーで流れた。1926年、日本蓄音器商会傘下のオリエントレコード専属となる。
昭和に入るとジャズのリズムを艶歌に取り入れ斬新な曲を創作した。オリエント、コロムビア、ニッポノホンをはじめ、名古屋のツルレコード、大阪のニットーレコード、東京のトンボレコードなどのレコード会社で多くの流行小唄を発表した。特に「浅草小唄」は全国区のヒット曲となり、演歌とジャズのリズムを融合させた「望郷の唄」「浜辺の唄」（原曲・「君を慕いて」）、春陽の内縁の妻山田貞子が歌った「思い直して頂戴な」も関西地方で流行した。この歌はオリエント、タイヘイなどでも歌手を変えて吹込まれた。
その頃、春陽とコンビを組んでいたのが、後のテイチクで活躍した楠木繁夫である。楠木は当時、黒田進の名前で歌っていた。1931年10月、コロムビアからの要請があり、東京へ上京したが、宿啊の病が悪化し、翌1932年、31歳の生涯を終えた。

### 生い立ち

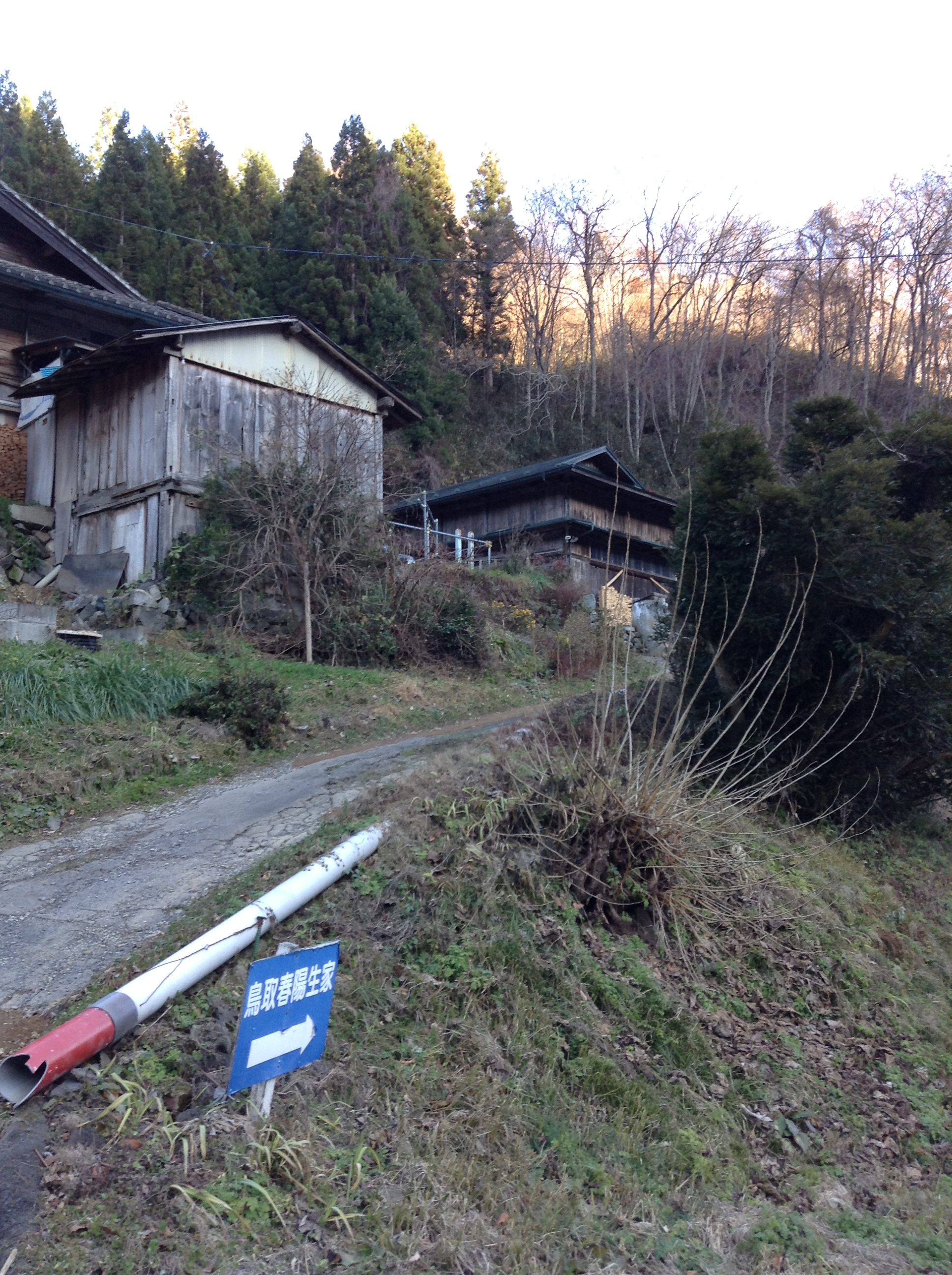
生家。岩手県宮古市刈屋第９地割にて2012年11月撮影

- 1900年　12月16日、刈屋村北山（現：宮古市刈屋第９地割）にて生誕。
- 1902年　母・キク死去
- 1907年　刈屋尋常小学校に入学。ハーモニカを吹きながら徒歩片道一時間余りの道を通学。年に何回か訪れる巡回映画（活動写真）の活弁を覚え、翌日には、その全てをまねて聞かせ、教室での人気を得たと言われる。
- 1909年　マンドリンをおぼえる
- 1911年　製糸工場の倒産のため鳥取家（株主）の没落が始まる
- 1913年　3月25日　刈屋尋常小学校卒業。4月同高等小学校入学。
- 1914年　学業中途のまま上京する。
- 1916年　新聞売り、政治家の書生、臨時のヴァイオリン学校教師、郵便局のアルバイト、児童劇団の雑役をする。また神田正則英語学校（夜間）に通う。
- 1917年　江戸区富川の木賃宿常宿の演歌師たちと知り合う。添田唖蝉坊の下で強く影響を受け、演歌組合に入り、活動を始める。このとき処女作『みどり節（作詞・添田さつき）』を作曲する。
- 1918年　街頭演歌師として、また、作曲家、レコード吹き込み歌手としての活動も始まる。
- 1920年　松崎質、渋谷白涙が作詞、春陽が作曲を担当し、「俗謡倶楽部」結成する。『ピエロの唄』『失恋の唄』『さすらいの唄』『すたれもの』作曲。
- 1920年　宮古に帰郷し、兵隊検査を受ける。一ヶ月ほど北山に滞在する。山の手組・石田一松を積極的に応援し、『悩める女』に付曲する。『馬賊の唄』『赤いばら』作曲。
- 1922年　『籠の鳥』レコード吹き込み。大阪にて流行始まる。
- 1923年　関東大震災起こる。『大震災の唄』
- 1924年　震災後、住まいを大阪市西成区天下茶屋に移す。このころからレコード吹き込みが活発になる。『籠の鳥』映画化もされる（帝国キネマ制作）。
- 1925年　『落城の唄（帝国キネマ）』『恋慕小唄（日活）』小唄映画がヒットする。
- 1926年　オリエントレコードと専属契約。『思い出した』作曲。日本民謡の数々を吹き込み紹介する。
- 1927年　新民謡を作曲始める。『浅草小唄』『中山節』『新舞子小唄』『三崎小唄』など。
- 1928年　この頃からジャズが流行りだし、演歌にも手法を取り入れ始める。『ストリートガール』『希望の唄』『恋慕小唄』『抱いて寝る』『エンマンソング』『田辺節』
- 1929年　結核を病む。歌手の山田貞子と結婚。当時、サクソフォン奏者だった服部良一と出逢う。
- 1930年　『思い直して頂戴な（日活映画化）』ヒット。
- 1931年　長女・陽子生まれる（4月29日）。『女は恋に弱いもの』『投げキッス』『野球節（全国中等学校野球歌）』
- 1932年　1月16日　大阪市住吉区にて、肺結核により死去。長男・山岡俊弘（量男）生まれる（6月23日）。

## 作品
- 『復興節』 作詞 添田さつき／作曲 添田さつき
- 『籠の鳥』 作詞 千野かおる／作曲 鳥取春陽
- 『赤いバラ』 作詞 野口雨情／作曲 鳥取春陽
- 『舟出の唄』 作詞 北原白秋／作曲 鳥取春陽
- 『馬賊の唄』 作詞 宮島郁芳／作曲 鳥取春陽
- 『みどり節』 作詞 添田唖蝉坊／作曲 鳥取春陽
- 『浮草の旅』 作詞 鳥取春陽／作曲 鳥取春陽
- 『さすらいの唄』 作詞 鳥取春陽／作曲 鳥取春陽
- 『浅草小唄』 作詞 徳永天露／作曲 鳥取春陽
- 『恋慕小唄』 作詞 松崎ただし／作曲 鳥取春陽
- 『望郷の唄』 作詞 鳥取春陽／作曲 鳥取春陽
- 『君を慕いて』 作詞 鳥取春陽／作曲 鳥取春陽

## 関連書籍
- 長尾宇迦『籠の鳥 -小説 鳥取春陽-』（文藝春秋・1993年4月発売）
- 菊池清麿『さすらいのメロディー鳥取春陽伝 -日本流行歌史の一断面・演歌とジャズを駆け抜けた男-』（郁朋社・1998年12月発売）
- 菊池清麿『ツルレコード昭和流行歌物語』（樹林舎／人間社・2015年5月発売）
- 杉座秀親『鳥取春陽―日本モダニズムのなかの演歌師』（くんぷる・2016年2月発売）

## 関連人物
- 服部良一